# Acanthephyra purpurea
Acanthephyra purpurea är en kräftdjursart som beskrevs av Alphonse Milne-Edwards 1881. Acanthephyra purpurea ingår i släktet Acanthephyra och familjen Oplophoridae. Inga underarter finns listade i Catalogue of Life.